# Atylotus intermedius
Atylotus intermedius är en tvåvingeart som först beskrevs av Walker 1848.  Atylotus intermedius ingår i släktet Atylotus och familjen bromsar. Inga underarter finns listade i Catalogue of Life.